# Julian Gray
Julian Raymond Gray (ur. 21 sierpnia 1979 w Lewisham, Wielki Londyn) – angielski piłkarz grający na pozycji pomocnika w Nea Salamina.

## Kariera
Gray rozpoczynał swoją karierę w Arsenalu. W Londyńskim klubie rozegrał tylko jeden ligowy mecz, występując 14 maja 2000 roku w przegranym 4:2 spotkaniu z Newcastle United. Po sezonie 1999/00 przeszedł za 0,5 miliona funtów do Crystal Palace. Mimo pewnego miejsca w pierwszym składzie i dobrej postawy, Gray na początku sezonu 2003/04 został wypożyczony na pół roku do Cardiff City. W styczniu 2004 roku wrócił z wypożyczenia i rozegrał jeszcze 24 mecze w których strzelił trzy gole. Latem 2004 roku kontrakt Graya wygasł, przez co piłkarz przeniósł się na zasadzie wolnego transferu do Birmingham City. Przez pierwsze dwa sezony zawodnik był podstawowym graczem zespołu z St Andrew's Stadium, jednak w kolejnym rozegrał tylko siedem spotkań, co spowodowało, że 10 lipca  2007 roku został kupiony przez Coventry City. W The Sky Blues stał się podstawowym zawodnikiem i w pierwszym sezonie wystąpił w 29 meczach (w tym 26 ligowych). Po czterech dobrych meczach w kolejnym sezonie został wypożyczony na cztery miesiące do Fulham. W londyńskim klubie rozegrał tylko jeden mecz w ramach Pucharu Anglii i na początku stycznia wrócił do Coventry, gdzie wystąpił w dwóch spotkaniach, po czym na stałe przeniósł się do Fulham. W klubie tym zagrał jeden mecz, zaś w lipcu 2009 roku, gdy wygasł mu kontrakt opuścił londyński zespół. Następnie trafił do Barnsley, które po pięciu rozegranych meczach opuścił.